# 朱瑞エイ
朱 瑞嬫（しゅ ずいえい、嘉靖20年1月6日（1541年2月1日） - 嘉靖23年6月27日（1544年7月16日））は、明の嘉靖帝の第4皇女。

## 経歴
嘉靖帝と雍妃陳氏の娘として、嘉靖20年（1541年）1月6日に生まれた。嘉靖帝からは愛された。
嘉靖23年（1544年）6月に死去した。帰善公主の位を追贈され、金山に葬られた。

## 伝記資料
- 『万暦野獲編』
- 『国榷』
- 『明世宗実録』